# Charles Émile Altorffer
Charles Émile Altorffer (Wœrth, 30 de gener del 1881 – Estrasburg, 6 d'agost del 1960) fou un polític alsacià.
De 1900 a 1906 estudià teologia a Estrasburg, París i Berlín. De 1907 a 1919 fou pastor a Lembach i a Wissembourg de 1919 a 1929, on fou força actiu en la creació de caixes d'estalvi i biblioteques populars.
Decididament francòfil, quan Alsàcia fou incorporada a França milità a l'Aliança Democràtica i fou elegit diputat pel Bloc Nacional de 1919 a 1928 pel Baix Rin, fins que fou desplaçat per l'autonomista Camille Dahlet. El 1929 Raymond Poincaré el nomenà ministre de cultes, i el 1939 director de serveis per a refugiats alsacians al Perigús. Durant l'ocupació nazi va dirigir obres socials jueves clausurades per la Gestapo i traslladà clandestinament diners jueus a Lió, raó per la qual fou declarat just entre les nacions el 2001.
De 1945 a 1949 fou director de cultes per a Alsàcia-Lorena, i el 1950 regidor de l'Ajuntament d'Estrasburg pel Reagrupament del Poble Francès. A la mort de Charles Frey el va succeir com a alcalde, càrrec que va ocupar fins al 1959, quan dimití per motius d'edat.